# Digimon Universe: Appli Monsters
Digimon Universe: Appli Monsters (デジモンユニバース アプリモンスターズ?, Dejimon Yunibāsu: Apuri Monsutāzu) è un progetto multimediale del franchise Digimon. Due manga, di cui il secondo sottotitolato Appmon gakuen!! (アプモン学園！！?, Apumon gakuen!!), hanno iniziato la serializzazione rispettivamente dal settembre e dal novembre 2016 all'agosto 2017. Una serie televisiva anime, prodotta da Toei Animation, ha iniziato la messa in onda in Giappone il 1º ottobre 2016 ed è terminata il 30 settembre 2017, mentre un videogioco per Nintendo 3DS, sviluppato da Inti Creates e pubblicato da Bandai Namco Entertainment, è uscito il 1º dicembre 2016.

## Trama
Nell'anno 2045, la tecnologia si è evoluta al punto da garantire un'ottima prosperità per il mondo reale. Il World Wide Web invece è diventato il luogo d'origine degli Appli Monsters, o semplicemente Appmon, creature artificiali e senzienti che nascono dalle applicazioni per i cellulari.
La serie vede come protagonista Haru Shinkai, uno studente che frequenta le scuole superiori. Un giorno mentre è in camera sua, un Appmon compare dal suo smartphone e gli rivela di chiamarsi Gatchmon. Quest'ultimo afferma di essersi ritrovato sulla Terra per fuggire da una creatura malvagia che lo stava inseguendo. Successivamente i due vengono a sapere che il supercomputer Leviathan è andato fuori controllo e ha cominciato a creare virus informatici per far diventare malvagi tutti gli Appmon, così spetta ad Haru e Gatchmon far ritornare l'equilibrio tra i due mondi.

## Personaggi

I protagonisti della serie. Da sinistra verso destra: Musimon, Torajirou, Gatchmon, Haru, Yūjin, Offmon, Eri, Dokamon, Rei e Hackmon

Haru Shinkai (新海 ハル?, Shinkai Haru)
Doppiato da: Yumi Uchiyama
Il protagonista della serie, è un ragazzo di 13 anni a cui piace leggere e si considera spesso un personaggio secondario, fino a quando non trova l'AppliDrive e si unisce a Gatchmon nella sua battaglia per fermare Leviathan nel suo obiettivo della conquista del mondo. Il suo AppliDrive è di colore rosso.
Gatchmon (ガッチモン?, Gacchimon)
Doppiato da: Kokoro Kikuchi
Il partner Appmon di Haru, il quale deriva da un'applicazione che funge da motore di ricerca. Questa sua funzione gli permette di conoscere informazioni molto importanti, tra cui i segreti delle persone ed il punto debole dei nemici.
Eri Karan (花嵐 エリ?, Karan Eri)
Doppiata da: Umeka Shōji
Una ragazza di 14 anni, membro del gruppo idol "AppliYama 470". Caratterialmente sembra essere felice e vivace, ma in realtà è molto sola e triste. Ha la tendenza a discutere con Torajirou, per via dei loro ego contrastanti. Il suo AppliDrive è di colore blu.
Dokamon (ドカモン?, Dokamon)
Doppiato da: Motoko Kumai
Il partner Appmon di Eri, ha le sembianze di un robot e le sue abilità derivano da un videogioco d'azione. Ha un atteggiamento forte e leale nei confronti della sua padroncina, nonostante quest'ultima abbia l'abitudine di trascurarlo.
Torajirou Asuka (飛鳥 虎次郎?, Asuka Torajirō)
Doppiato da: Shiho Kokido
Un bambino di 11 anni, caratterialmente uno spirito libero è anche un famoso "Apptuber", il quale carica video sul sito "Apptube" sotto l'alias di Astra. Proviene da una ricca famiglia ed impiega mezz'ora al giorno per preparare nuovi video, infine intende anche ereditare le proprietà del padre. Il suo AppliDrive è di colore giallo.
Musimon (ミュージモン?, Myūjimon)
Doppiato da: Nao Tamura
Il partner Appmon di Torajirou, ha le sembianze di un coniglio e deriva da un'applicazione per ascoltare la musica.
Rei Katsura (桂 レイ?, Katsura Rei)
Doppiato da: Toshiyuki Toyonaga
Un misterioso hacker di 14 anni, il cui fratello minore è stato rapito dai seguaci di Leviathan. Nonostante combatta anche lui contro l'essere malvagio, Rei si rifiuta di collaborare con Haru e gli altri. Il suo AppliDrive è di colore nero.
Hackmon (ハックモン?, Hakkumon)
Doppiato da: Daisuke Sakaguchi
Il partner Appmon di Rei, possiede l'abilità di hacking.
Yūjin Ōzora (大空 勇仁?, Ōzora Yūjin)
Doppiato da: Makoto Furukawa
Amico d'infanzia di Haru, ha un temperamento focoso, è abile negli sport ed anche famoso tra le ragazze.
Ai Kashiki (樫木 亜衣?, Kashiki Ai)
Doppiata da: Mai Fuchigami
Compagna di classe di Haru del quale ha una cotta. È una ragazza dolce e gentile ed è molto conosciuta dai suoi coetanei.
Takeru Wato (和戸 尊?, Wato Takeru)
Doppiato da: Ryō Hirohashi
Anche conosciuto come Watson (ワトソン?, Watoson), è un compagno di classe di Haru ed un appassionato di smartphone, videogiochi ed altri sistemi informatici e digitali.

## Episodi
| Nº | Titolo italiano (traduzione letterale) Giapponese 「Kanji」 - Rōmaji | In onda           | In onda |
| Nº | Titolo italiano (traduzione letterale) Giapponese 「Kanji」 - Rōmaji | Giapponese        |         |
| 1  | Il risultato della ricerca è Haru Shinkai! Appare Gatchmon! 「検索結果は新海ハル！ガッチモンあらわる！」 - Kensaku Kekka wa Shinkai Haru! Gacchimon Arawaru! | 1º ottobre 2016   |         |
| 1  | Haru Shinkai ha sempre pensato di non avere i requisiti per essere un eroe, fino a quando un incontro fatale con Gatchmon gli ha dato la possibilità di diventarlo. Dopo aver scelto di diventare un eroe, un Appmon ribelle di nome Messemon che inizia a spargere il coas attraverso i messaggi sui telefoni di tutti. |                   |         |
| 2  | La guida misteriosa! Io sono Navimon! 「あやしき道先案内人！拙者ナビモンでござる！」 - Ayashiki Michisaki An'nainin! Sessha Nabimon de gozaru! | 8 ottobre 2016    |         |
| 2  | Gli amici di Haru si mettono nei guai quando le loro app di ricerca vanno in tilt, e rendendosi conto che un Appmon di nome Navimon è il colpevole, lui e Gatchmon lo affrontano. |                   |         |
| 3  | Il ruolo della cultura nelle vesti della natura!? Il dungeon scolastico di Roleplaymon! 「育てたキャラがスッポンポン！？ロープレモンの学校ダンジョン！」 - Sodateta Kyara ga Supponpon!? Rōpuremon no Gakkō Danjon! | 15 ottobre 2016   |         |
| 3  | Dopo aver ottenuto un nuovo alleato che può fondersi con Gatchmon nel più potente DoGatchmon e aver scacciato Cameramon, un agente della malvagia intelligenza artificiale "Leviathan", Haru insegue un Appmon chiamato Roleplaymon che intende trasformare i sistemi della città in un gioco di ruolo. |                   |         |
| 4  | Prendi il tuo costume! Lo scandalo di Halloween di Cameramon! 「仮装のキミをうぃただきます！キャメラモンのハロウィンスキャンダル！」 - Kasō no Kimi o ui tadakimasu! Kyameramon no Harowin Sukyandaru! | 22 ottobre 2016   |         |
| 4  | È Halloween e Gatchmon lascia il fianco di Haru per godersi i festeggiamenti. Tuttavia, Cameramon coglie l'occasione per tendere un'imboscata ad Haru per rubare il suo AppliDrive. |                   |         |
| 5  | Un pugno esplosivo verso il tuo cuore! Eri è l'idol degli Appmon! 「あなたのハートにドッカンパンチ！エリはアプモンアイドル！」 - Anata no Hāto ni Dokkan Panchi! Eri wa Apumon Aidoru! | 29 ottobre 2016   |         |
| 5  | Haru scopre che l'idol Eri Karan è un Appli Driver come lui e decide di incontrarla. Nell'occasione, i due uniscono le forze contro un Appmon ribelle di nome Dressmon che sta rovinando i vestiti delle persone. |                   |         |
| 6  | Il migliore rapporto gourmet! L'app gourmet, Perorimon! 「最高のグルメレポート！グルメアプリ・ペロリモン！」 - Saikō no Gurume Repōto! Gurume Apuri・Perorimon! | 5 novembre 2016   |         |
| 6  | Eri incontra il buongustaio Appmon, Perorimon, e tenta di placarlo per sostenere la sua carriera, ma il piano fallisce e Perorimon fugge. Poco dopo, i dati da siti ovunque iniziano a scomparire, e sia Eri che Haru iniziano a cercare Perorimon, chiedendosi se sia coinvolto, fino a quando non trovano il vero colpevole. |                   |         |
| 7  | Il terzo Appli Drive! Torajirou è l'Apptuber! 「３つ目のアプリドライヴ！虎次郎はアプチューバー！」 - Mitsume no Apuri Doraivu! Torajirō wa Apu Chūbā! | 12 novembre 2016  |         |
| 7  | Haru incontra Torajirou Asuka, un famoso Apptuber che è anche un Appli Driver come lui ed Eri. A parte il suo comportamento energico, Torajirou nasconde anche un lato severo che viene rivelato quando lui e Haru affrontano un Appmon di nome Watchmon che sta rendendo gli orologi in tutto il mondo fuori sincrono. |                   |         |
| 8  | Questo è un serio problema!? La grande operazione "Video Divertenti" di Astra! 「大ピンチで超ノレねえ！？アストラのおもしろ動画大作戦！」 - Dai Pinchi de Chō Norenē!? Asutora no Omoshiro Dōga Daisakusen! | 19 novembre 2016  |         |
| 8  | Haru presenta Astra ed Eri, ma presto iniziano a litigare a causa dei loro ego incompatibili. Poco dopo, Astra diventa angosciato dopo aver appreso che un altro Apptuber è diventato molto più famoso di lui, e i suoi video stanno precipitando in popolarità improvvisamente, scopre che è coinvolto un Appmon infetto di nome Dogamon. |                   |         |
| 9  | Puntare ad essere il numero uno! Il campionato di Appmon nella Cyber Arena! 「めざせ格付けナンバーワン！アプモン選手権 イン サイバーアリーナ！」 - Mezase Kakuzuke Nanbāwan! Apumon Senshuken In Saibā Arīna! | 26 novembre 2016  |         |
| 9  | Haru, Astra ed Eri sono invitati dal loro Appmon a partecipare a una competizione tra loro, ma il culmine dei festeggiamenti viene interrotto quando un Appmon ostile chiamato Hackmon arriva per sfidarli. |                   |         |
| 10 | Gli Appmon tanto attesi! L'incontro dei leggendari Seven Code! 「アプモンたちのあこがれ！伝説のセブンコード会！」 - Apumon tachi no Akogare! Densetsu no Sebun Kōdo Kai! | 3 dicembre 2016   |         |
| 10 | Haru e gli altri partecipano a una riunione con l'intenzione di incontrare l'altro Appmon Seven Code, ma vengono attirati in un'imboscata da Hackmon e dal suo Appli Driver Rei Katsura, che li sfidano a combattere. |                   |         |
| 11 | Tuffiamoci nell'oceano della rete! Diamo la caccia al super hacker, Rei! 「ネットの海にダイブせよ！スーパーハッカー レイを追え！」 - Netto no Umi ni Daibu seyo! Sūpā Hakkā Rei o Oe! | 10 dicembre 2016  |         |
| 11 | Inseguendo Rei per salvare l'Appmon Seven Code che gli ha derubati, Haru e i suoi amici incontrano Sakusimon, un altro degli agenti di Leviathan, ma vengono salvati da Rei e scoprono il motivo per cui sta raccogliendo i Seven Code per se stesso. |                   |         |
| 12 | Sconfiggere Sakusimon con il Super Applink! 「サクシモン 超アプリンクで 打ち破れ！」 - Sakushimon Chō Apurinku de Uchiyabure! | 17 dicembre 2016  |         |
| 12 | Dopo aver appreso che Rei vuole solo salvare suo fratello minore Hajime Katsura, che è stato rapito dal Leviathan, Haru offre il suo aiuto. Tuttavia, Rei rifiuta e decide di attaccare Haru e gli altri, tuttavia quando Sakusimon torna Rei lo attacca, dando loro l'opportunità di fuggire. Haru, invece, si rifiuta di abbandonare Rei, e il gruppo decide di affrontare insieme il nemico. |                   |         |
| 13 | Il Natale scomparso!? Il ladro calendario Calendarmon! 「クリスマスが消えちゃった！？暦泥棒カレンダモン！」 - Kurisumasu ga Kiechatta!? Koyomi Dorobō Karendamon! | 24 dicembre 2016  |         |
| 13 | Il Natale è alle porte ma sia il 24 che il 25 dicembre vengono cancellati dai calendari digitali di tutto il mondo, minacciando di rovinare i festeggiamenti. Mentre inseguono l'Appmon chiamato Calendarmon responsabile, Haru e Gatchmon finiscono per rivelare il loro segreto all'amico di Haru, Ai Kashiki, che diventa loro alleato. |                   |         |
| 14 | La città diventa un gioco puzzle!? Puzzlemon in fuga! 「街中がパズルゲーム！？パズルモン大暴走！」 - Machijū ga Pazuru Gēmu!? Pazurumon Dai Bōsō! | 7 gennaio 2017    |         |
| 14 | Per l'interferenza di un altro Appmon ribelle di nome Puzzlemon, la città è in subbuglio perché tutte le porte e i veicoli elettronici sono sigillati da serrature legate ai puzzle, e Haru e i suoi amici lo rincorrono per riportare le cose alla normalità e sconfiggere Puzzlemon. |                   |         |
| 15 | Vedere attraverso il futuro!? Il misterioso indovino, Tellermon 「未来は全部見えている！？神秘の占い・テラーモン」 - Mirai wa Zenbu Mieteiru!? Shinpi no Uranai・Terāmon | 14 gennaio 2017   |         |
| 15 | Per scoprire la posizione del successivo appmon Seven Code, Haru e compagni hanno chiesto a un appmon di indovini: Tellermon di eseguire la predizione della fortuna. Tuttavia, Tellermon è infettato dal virus L, e mentre Eri e Astra la rincorrono, Haru e Rei affrontano Mienumon, un altro degli inviati di Leviathan. |                   |         |
| 16 | Il messaggio che trascende il tempo - La verità sull'AppliDrive 「『トキ』を超えたメッセージ アプリドライヴの真実」 - "Toki" o Koeta Messēji - Apuri Doraivu no Shinjitsu | 21 gennaio 2017   |         |
| 16 | Haru scopre che la voce misteriosa che lo chiama dal suo AppliDrive è la stessa di suo nonno. Indagando ulteriormente su di lui, la banda incontra l'Appmon del tempo, Timemon, che rivela loro il segreto dietro Leviathan e colui che ha dato loro gli AppliDrive. |                   |         |
| 17 | Eri si sta moltiplicando dal copia e incolla!? Recupera, la fase dei sogni! 「エリがコピペで大増殖！？とりもどせ、夢のステージ！」 - Eri ga Kopipe de Daizōshoku!? Torimodose, Yume no Sutēji! | 28 gennaio 2017   |         |
| 17 | Mienumon invia l'Appmon copia e incolla, Copypamon per provocare un putiferio e tormentare Eri proprio quando sta per lanciare il suo primo singolo. |                   |         |
| 18 | Il legame di Haru e Yūjin - Fermati! Resshamon scatenato! 「ハルと勇仁の絆 止めろ！暴走レッシャモン！」 - Haru to Yūjin no Kizuna - Tomero! Bōsō Resshamon! | 4 febbraio 2017   |         |
| 18 | Haru considera l'idea di condividere il suo segreto con il suo migliore amico Yujin Ozora, proprio come ha fatto con Ai. Tuttavia, quando un Appmon infetto di nome Resshamon dirotta una monorotaia con Yujin ed Eri a bordo, Haru e Astra corrono contro il tempo per prevenire una tragedia e fermare Resshamon. |                   |         |
| 19 | L'oceano della rete è in grande pericolo! Il tempo è qui, AppFusion definitiva!! 「ネットの海が大ピンチ！『トキ』は来た、極アプ合体！！」 - Netto no Umi ga Dai Pinchi! "Toki" wa Ki ta, Kiwami Apu Gattai!! | 11 febbraio 2017  |         |
| 19 | Mienumon invade i server della società di software Waffle Inc. con un esercito di Virusmon proprio mentre stanno per lanciare la nuova versione del loro sistema operativo per infettarlo. Dopo aver appreso la situazione da Rei, Haru e co. corrono lì per fermare i suoi piani, ma le probabilità contro di loro sono schiaccianti, fino a quando Timemon, testimoniando la forza del legame tra Haru e Gatchmon, decide di unirsi alla loro parte, dando a Gatchmon il potere dell'Applink al livello finale, Globemon. |                   |         |
| 20 | Addio Astra!? L'incubo di Dreamon! 「さよならアストラ！？ドリーモンの悪夢！」 - Sayonara Asutora!? Dorīmon no Akumu! | 18 febbraio 2017  |         |
| 20 | Il padre di Torajiro decide di mandarlo via per un viaggio di formazione di due anni, ma lascia a lui la decisione finale. Diviso tra il suo dovere con la sua famiglia e il suo desiderio di continuare a fare video su Apptube, Torajiro scopre che la vita di suo padre potrebbe essere in pericolo quando viene avvicinato dall'Appmon del sonno, Dreamon che intende dargli il potere di potenziare il potere di Musimon al livello successivo per combattere un Medicmon infetto.                                     |                   |         |
| 21 | La strada verso l'idol superiore! L'allenamento intensivo di Coachmon! 「トップアイドルへの道！コーチモンの猛特訓！」 - Toppu Aidoru e no Michi! Kōchimon no Mō Tokkun! | 25 febbraio 2017  |         |
| 21 | Mienumon decide di inviare Coachmon un altro stratagemma per tormentare Eri. Tuttavia, mosso dal vero desiderio di Eri di migliorare se stessa, indipendentemente dal duro allenamento che impone, Coachmon si ricrede e aiuta Dokamon a raggiungere il livello finale e combattere Weatherdramon, che è stato infettato dal virus L. |                   |         |
| 22 | Prestami il tuo potere - Rei e Hackmon, l'incontro di quel giorno 「お前の力を俺に貸せ レイとハックモン、あの日の出会い」 - Omae no Chikara o Ore ni Kase - Rei to Hakkumon, Ano Hi no Deai | 4 marzo 2017      |         |
| 22 | Mentre Haru e i suoi amici inseguono Mienumon, che ha rubato il settimo e ultimo Seven Code, Rei e Hackmon si preparano ad affrontare Dezipmon, un Appmon che hanno incontrato quando si sono incontrati per la prima volta, e la chiave per raggiungere il livello Ultimate. |                   |         |
| 23 | Riporta indietro il Seven Code Appmon! La resa dei conti evoluto contro evoluto! 「とりもどせセブンコードアプモン！対決 極VS極！」 - Torimodose Sebun Kōdo Apumon! Taiketsu Kiwami tai Kiwami! | 11 marzo 2017     |         |
| 23 | Haru e co. raggiungono Mienumon prima che riesca a fuggire nel deep web con il settimo Seven Code. Tuttavia, si unisce a Sakusimon nella sua forma Ultimate, Warudamon e prende l'offensiva contro di loro, fino a quando Rei arriva per aiutarli e i quattro AppliDriver potenziano anche i loro Appmon al livello Ultimate per contrattaccare. |                   |         |
| 24 | L'invasione del super gigante Cometmon!? Apri la porta, Dantemon! 「超巨大コメットモン襲来！？扉をひらけ、ダンテモン！」 - Chō Kyodai Komettomon Shurai!? Tobira o Hirake, Dantemon! | 18 marzo 2017     |         |
| 24 | Finalmente i Seven Code sono riuniti. Tuttavia, l'enorme Appmon Cometmon sembra colpire gli Applidriver, fino a quando Dantemon non emerge dal blocco dei Seven Code per difenderli e aprire la porta al deep web, dove risiede Leviathan. |                   |         |
| 25 | Finalmente infiltrato nel Web sommerso! Il misterioso Cyber Kowloon! 「ついに潜入ディープウェブ！謎のサイバー九龍！」 - Tsuini Sennyū Dīpu Webu! Nazo no Saibā Kūron! | 25 marzo 2017     |         |
| 25 | Mentre cercano dove si trovi Leviathan, Haru e i suoi amici finiscono per incontrare l'Appmon del disegno Drawmon, che li conduce in una trappola. Nel frattempo, Rei ottiene maggiori informazioni su quello che è successo a suo fratello e ha una rivelazione scioccante. |                   |         |
| 26 | Sono il protagonista!? L'incontro con Gatchmon 「ボクが主人公！？ガッチモンとの出会い」 - Boku ga Shujinkō!? Gacchimon to no Deai | 1º aprile 2017    |         |
| 26 | L'episodio è un riassunto degli eventi della serie finora. |                   |         |
| 27 | Il quinto AppliDriver! 「五人目のアプリドライヴァー！」 - Goninme no Apuri Doraivā! | 8 aprile 2017     |         |
| 27 | Haru e co. affrontano un Appmon ribelle di nome Tubumon che diffonde falsi scandali e oscuri segreti in rete, ma questa volta il nemico è assistito da Satellamon, che li lascia in difficoltà, finché Yujin non appare in aiuto, rivelando che anche lui è un AppliDriver. |                   |         |
| 28 | L'AppliDrive DUO! Appare Offmon 「アプリドライヴDUO！オフモンあらわる」 - Apuri Doraivu Dyuo! Ofumon Arawaru | 15 aprile 2017    |         |
| 28 | Yujin e il suo Appmon Offmon si uniscono alla squadra, ma quando Offmon scappa per paura degli altri, lo cercano, incontrando un altro nemico di nome Musclemon sulla strada. |                   |         |
| 29 | Il compagno è la dissoluzione!? Gatchmon scappa da casa 「バディ解消！？ガッチモンの家出」 - Badi Kaishō!? Gacchimon no Iede | 22 aprile 2017    |         |
| 29 | Stufo degli altri che adorano Offmon, Gatchmon scappa di casa e sia Dokamon che Musimon decidono di seguirlo. Tuttavia, incontrano un ragazzo che si è perso dopo essere scappato anche lui e il trio lavora insieme per aiutarlo a ritrovare la strada per tornare dalla sua famiglia. |                   |         |
| 30 | L'amore di Dokamon!? L'Appli gourmet, invasione Marypero! 「ドカモンの恋！？グルメアプリ・マリペロ襲来！」 - Dokamon no Koi!? Gurume Apuri・Maripero Shurai! | 29 aprile 2017    |         |
| 30 | MariPerorimon, l'Appmon di un'App Gourmet specializzata in Mega Porzioni, cerca l'aiuto di Eri per aumentare le sue capacità di revisione, ma con Eri troppo impegnata con il lavoro, Dokamon si offre invece di addestrarla. |                   |         |
| 31 | Il compagno di viaggio!? Il terribile viaggio di Tripmon 「旅は道連れ！？トリップモンの恐怖トリップ」 - Tabi wa Michizure!? Torippumon no Kyōfu Torippu | 6 maggio 2017     |         |
| 31 | Eri guadagna un viaggio in un hotel resort e invita Haru e gli altri. Tuttavia, vengono mal indirizzati da Tripmon, un Appmon al servizio di Satellamon, che è desideroso di riprendersi Offmon per averlo sconfitto nel loro precedente incontro. |                   |         |
| 32 | Tutti per portarti fuori! L'auto-ritiro Offmon! 「みんなで連れ出せ！引きこもりのオフモン！」 - Minna de Tsuredase! Hikikomori no Ofumon! | 13 maggio 2017    |         |
| 32 | Dopo aver perso il controllo e aver ferito Yujin nell'ultimo combattimento, Offmon decide di lasciarlo, ma Satellamon sembra sfidare nuovamente Offmon e Yujin lo convince a fidarsi del loro legame e a combattere il nemico, insieme all'aiuto di Haru e Globemon. |                   |         |
| 33 | L'allievo della scuola superiore CEO! Naito Unryūji appare! 「高校生ＣＥＯ！雲龍寺ナイトあらわる！」 - Kōkōsei CEO! Unryūji Naito Arawaru! | 20 maggio 2017    |         |
| 33 | Rei ruba alcuni dati critici mentre cerca Hajime, nel frattempo il CEO di L Corporation viene sostituito da Knight Unryūji, un giovane ragazzo che lavora per Leviathan. |                   |         |
| 34 | Grazie futuro! Benvenuti nella città dell'intelligenza artificiale! 「サンキュー未来！人工知能の街へようこそ！」 - Sankyū Mirai! Jinkōchinō no Machi e Yōkoso! | 27 maggio 2017    |         |
| 34 | Haru, Eri, Torajiro e Yujin sono invitati a visitare la L Town, una città completamente progettata e gestita da L Corp, dove incontrano un Appmon rosso di nome Batterimon e Cloud, un umano che li avverte di smettere di interferire con i piani di Leviathan. |                   |         |
| 35 | Mira ad essere il Dio 9! L'elezione generale dell'AppliYama 470! 「めざせ9人ゴッド！アプリ山470総選挙！」 - Mezase Kyūnin Goddo! Apuri Yama 470 Sōsenkyo! | 3 giugno 2017     |         |
| 35 | Sono in corso le elezioni generali di AppliYama 470. Eri lavora duramente per assicurarsi una posizione tra gli idol più votati, ma all'ultimo minuto, una canaglia Appmon di nome Calcumon per devozione per lei decide di rovinare i risultati, costringendo lei e i suoi amici a intervenire. |                   |         |
| 36 | La conclusione dell'elezione generale! La mano del diavolo si avvicina ad Eri! 「総選挙決着！エリに迫る魔の手！」 - Sōsenkyo Kecchaku! Eri ni Semaru Manote! | 10 giugno 2017    |         |
| 36 | È arrivato il momento della fine delle elezioni. Mentre Eri e i suoi amici stanno aspettando con impazienza i risultati, Rei e Hackmon irrompono in uno degli edifici della L Corp e scoprono la sua connessione con Leviathan. |                   |         |
| 37 | Invasione! Gli Appmon supremi, Ultimate 4! 「襲来！極アプモン・アルティメット4！」 - Shūrai! Kiwami Apumon・Arutimetto 4! | 17 giugno 2017    |         |
| 37 | Haru, Eri, Torajirou e Rei vengono attaccati dagli Ultimate 4, una squadra di potenti Appmon sotto il comando di Leviathan che distruggono facilmente sia i loro amici che gli AppliDrive. Proprio mentre stanno per essere uccisi anche loro, Yujin e Shutmon appaiono e affrontano i nemici da soli per aiutarli a fuggire. |                   |         |
| 38 | Riprendi Gatchmon! La prova di nonno Den'emon! 「ガッチモンを取り戻せ！電衛門じいちゃんの試練！」 - Gacchimon o Torimodose! Den'emon Jīchan no Shiren! | 24 giugno 2017    |         |
| 38 | Haru viene contattato da suo nonno e guidato dalle sue istruzioni, lui e gli altri si riuniscono con i loro Appmon, che non li ricordano affatto, e vengono inviati in un viaggio per ripristinare i ricordi dei loro amici. Nell'occasione, non solo si riconnettono con Gatchmon e gli altri, ma ottengono ognuno il proprio AppliDrive DUO. |                   |         |
| 39 | Il nuovo potere! L'AppliDrive DUO! 「新たな力！アプリドライヴDUO！」 - Aratana Chikara! Apuri Doraivu Dyuo! | 1º luglio 2017    |         |
| 39 | Haru e gli altri si preparano a salvare Yujin e Offmon da gli Ultimate 4, ma vengono informati che hanno solo 60 minuti prima che i due vengano uccisi. Per procedere oltre, devono anche affrontare alcuni dei loro nemici eliminati che sono stati rianimati per combatterli di nuovo. |                   |         |
| 40 | Gli Ultimate 4 ritornano! Lettera di sfida della nube! 「アルティメット4再び！クラウドの挑戦状！」 - Arutimetto 4 Futatabi! Kuraudo no Chōsenjō! | 8 luglio 2017     |         |
| 40 | Gli AppliDrivers corrono contro il tempo per salvare Yujin e Offmon. Gli amici di Haru rimangono indietro per affrontare gli altri membri de gli 'Ultimate 4, aprendo la strada a lui e Gatchmon per correre dietro al loro capo, Charismon. |                   |         |
| 41 | L'ultimo combattimento feroce! Globemon contro Charismon! 「極限の激闘！グローブモンVSカリスモン！」 - Kyokugen no Gekitō! Gurōbumon tai Karisumon! | 15 luglio 2017    |         |
| 41 | Il tempo stringe, ma Haru deve ancora passare da Charismon per salvare Yujin e Offmon. Sopraffatto dal nemico, ogni speranza sembra persa finché Haru non fa una mossa rischiosa per aumentare il potere del suo amico. |                   |         |
| 42 | La determinazione di Rei! La grande operazione "cerca Hajime"! 「レイの決意！はじめ捜索大作戦！」 - Rei no Ketsui! Hajime Sōsaku Daisakusen! | 22 luglio 2017    |         |
| 42 | Haru e co. uniscono le forze per aiutare Rei a prendere d'assalto il quartier generale della L Corp alla ricerca di suo fratello, Hajime. Ma non ci vuole molto per essere scoperti e devono farsi strada contro un esercito di Sleepmon per salvarlo. |                   |         |
| 43 | Svegliati, Sleepmon! Il campionato Appmon riapre!! 「目覚めろ、スリープモン！アプモン選手権再び！！」 - Mezamero, Surīpumon! Apumon Senshuken Futatabi!! | 29 luglio 2017    |         |
| 43 | Hajime è stato trasformato nell'Appmon Sleepmon ed è in un sonno profondo, quindi tutti gli Appmon tentano di svegliarlo senza successo, fino a quando finalmente si sveglia grazie agli sforzi di Rei e rivela il motivo per cui è stato rapito da Leviathan. |                   |         |
| 44 | Inseguendo il fuggitivo, Bootmon! 「逃亡者・ブートモンを追え！」 - Tōbōsha・Būtomon o Oe! | 5 agosto 2017     |         |
| 44 | Per impedire a Leviathan di conquistare il mondo, gli AppliDriver devono trovare la creazione di Hajime, l'Appmon Bootmon prima che venga catturato dal nemico, ma durante la loro ricerca, un altro fastidioso Appmon di nome Damedamon appare sulla loro strada. |                   |         |
| 45 | Il grande scontro!? Gatchmon contro Agumon! 「大激突！？ガッチモンVSアグモン！」 - Daigekitotsu!? Gacchimon tai Agumon! | 12 agosto 2017    |         |
| 45 | Personaggi del gioco provenienti da tutto il paese diventano furfanti per mano di un altro servitore di Leviathan di nome Uratekumon e per fermarli, Haru e Gatchmon vengono aiutati da Agumon, un personaggio del videogioco "Digimon Universe", che Haru ha giocato quando era più giovane . |                   |         |
| 46 | Il giuramento sotto il cielo stellato! L'operazione grande "salvataggio di Astra!" 「星空の誓い！アストラ救出大作戦！」 - Hoshizora no Chikai! Asutora Kyūshutsu Daisakusen! | 19 agosto 2017    |         |
| 46 | Torajirou viene trascinato da suo zio in un tempio appartato per l'addestramento e i suoi amici si preparano a farlo evadere. Sulla loro strada, Rei avverte Haru di stare attento con Yujin, poiché è sospettoso di lui. |                   |         |
| 47 | La verità su Yūjin 「勇仁の真実」 - Yūjin no Shinjitsu | 26 agosto 2017    |         |
| 47 | Dopo aver appreso che Bootmon si nasconde nella scuola di Haru, la banda escogita un piano per catturarlo finalmente. Tuttavia, quando Bootmon viene messo alle strette, Yujin rivela il suo vero io e lo cattura agli ordini di Leviathan. |                   |         |
| 48 | Partenza! Il design dell'applicazione dell'umanità! 「起動！人類アプリ化計画！」 - Kidō! Jinrui Apurika Keikaku! | 2 settembre 2017  |         |
| 48 | Con Bootmon sotto il suo controllo, Yujin risveglia l'Onnipotente Dio Appmon, Deusmon, per iniziare la fase finale del piano di Leviathan per controllare il mondo. Analizzando i dati di Deusmon, Rei e Hajime creano un programma speciale per raggiungere anche loro il grado God, ma mentre gli altri decidono di combattere fino alla fine, Haru è ancora sotto shock per il tradimento di Yujin. |                   |         |
| 49 | La miracolosa evoluzione finale! L'avvento del dio Appmon! 「奇跡の最終進化！神アプモン降臨！」 - Kiseki no Saishū Shinka! Kami Apumon Kōrin! | 9 settembre 2017  |         |
| 49 | Eri, Torajirou e Rei portano il loro Appmon al grado God per affrontare Deusmon, mentre Haru viene attaccato da Yujin. Ancora scoraggiato dalla rivelazione che Yujin è un nemico, Haru si rifiuta di contrattaccare, finché Gatchmon non riesce a tirarlo su di morale. |                   |         |
| 50 | Il legame della speranza! Haru e Gaiamon!! 「希望の絆！ハルとガイアモン！！」 - Kibō no Kizuna! Haru to Gaiamon!! | 16 settembre 2017 |         |
| 50 | Alla fine Haru e Gatchmon si uniscono alla mischia contro Leviathan, che si è materializzato nel mondo umano, e nonostante tutto i God Appmon vengono consumati da Leviathan per potenziarlo, Haru si rifiuta di perdere la speranza. |                   |         |
| 51 | Il sogno dell'intelligenza artificiale 「人工知能の見る夢」 - Jinkōchinō no Miru Yume | 23 settembre 2017 |         |
| 51 | Nel disperato tentativo di salvare i loro amici Appmon da Leviathan, Haru e compagni. tentano di hackerarlo con l'aiuto di Minerva per creare un percorso per fuggire, ma Yujin sembra interferire. |                   |         |
| 52 | La nostra singolarità 「ボクたちのシンギュラリティー」 - Bokutachi no Shingyuraritī | 30 settembre 2017 |         |
| 52 | Riuniti con il loro Appmon, Haru ei suoi amici affrontano Leviathan per salvare il mondo. |                   |         |